# Certified Gangstas
Certified Gangstas è un singolo del rapper statunitense Jim Jones estratto dall'album On My Way to Church. È stato prodotto da Larry Davis e vi hanno partecipato The Game e Cam'ron.

## Informazioni
La canzone non ha debuttato nella chart Billboard Hot 100, ma ha raggiunto la posizione n.80 nella Hot R&B/Hip-Hop Songs. Il testo è stato scritto dagli stessi Jim Jones, Cam'ron e The Game, più da P. Corely e D. Holmes.
La canzone reca nell'album i featuring di Cam'ron e Bezel, quest'ultimo il quale nel videoclip è sostituito da The Game. Un remix del singolo è invece con The Game e Lil' Flip.
Certified Gangstas campiona il singolo Boyz-n-the-Hood di Eazy-E.

## Posizioni in classifica
| Chart (2004)                          | Posizione massima |
| ------------------------------------- | ----------------- |
| Billboard Hot R&B/Hip-Hop Songs (USA) | 80                |